# Detektierbares Pflaster

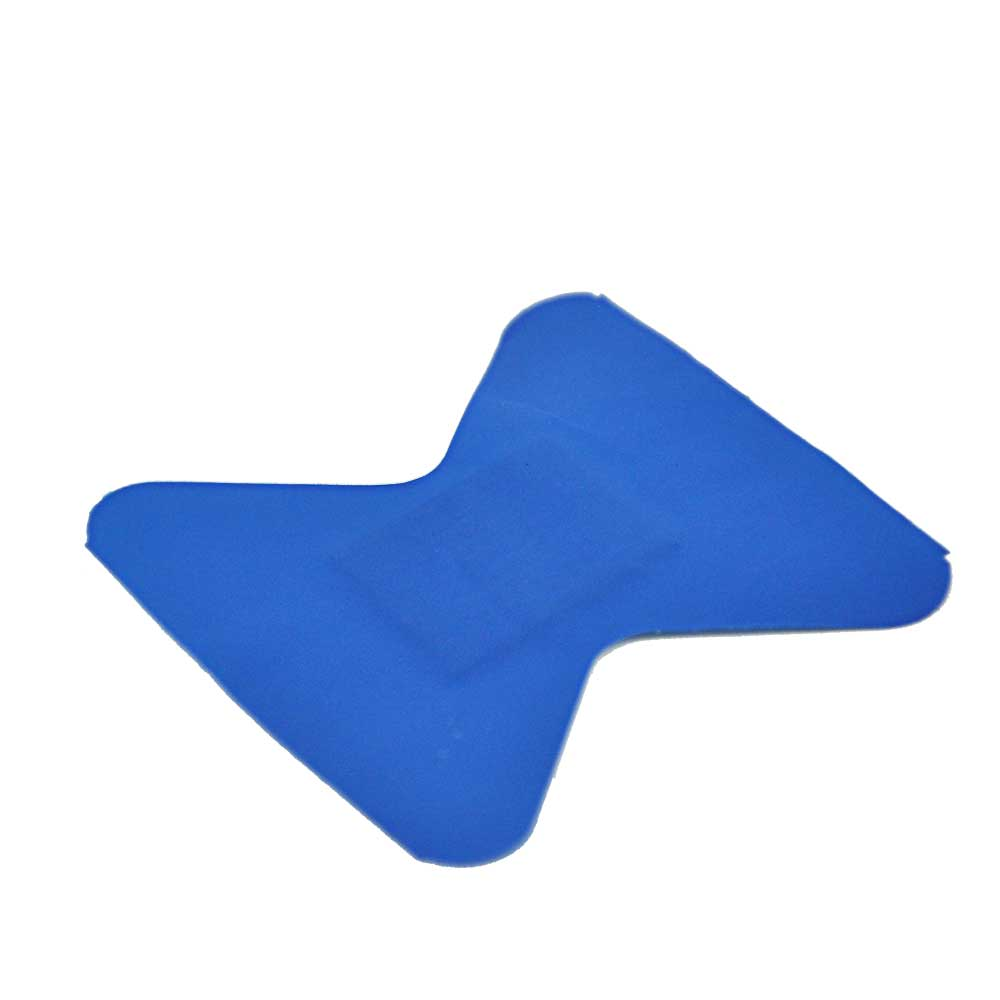
Pflaster in der Farbe blau, leicht erkennbar, zusätzlich detektierbar mittels Metalldetektoren

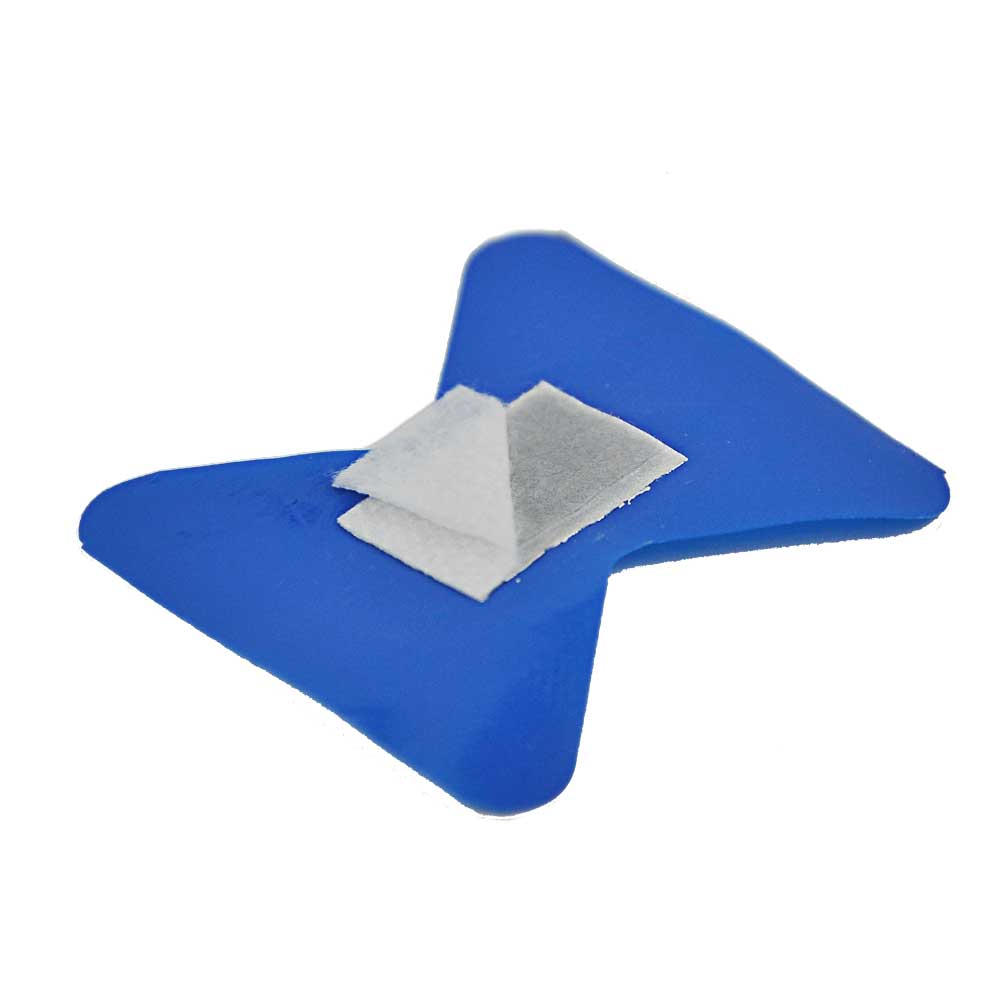
Unter der Wundauflage befindet sich eine Metallfolie. Dadurch kann das Pflaster bei Verlust mittels Metalldetektoren aufgefunden werden.

Detektierbare Pflaster, auch „blaue Pflaster“ genannt, gehören zu den Wundschnellverbänden. Sie werden speziell in hygienisch sensiblen Bereichen eingesetzt, wo sie durch ihre Farbgebung bereits optisch auffallen.

## Funktion und Anwendung
Diese Pflaster unterscheiden sich von normalem Pflaster im Wesentlichen nur durch ihre Farbe und eine eingearbeitete Metallschicht. Die Wundversorgung ist identisch mit dem herkömmlichen Pflastern.
Einsatzgebiete sind Lebensmittelindustrie und die Gastronomie. Da die wenigsten Lebensmittel blau sind, fallen sie im Fall eines Verlustes alleine durch ihre auffällige Farbe auf. Dies entspricht einer Vorgabe des International Food Standards (IFS). Zusätzlich ermöglicht eine eingearbeitete Metallschicht das Auffinden mittels Metalldetektoren.
Wird ein Bariumsulfatfaden mit eingearbeitet, können die Pflaster auch mit Röntgendetektoren aufgespürt werden.
Viele Produkte wie Handschuhe, Schutzärmel, Klemmbretter, Messer, Bürsten oder Stifte, die in der Lebensmittelindustrie eingesetzt werden, sind ebenfalls detektierbar.